# Les Salles
Les Salles ist eine französische Gemeinde mit 562 Einwohnern (Stand: 1. Januar 2022) im Département Loire in der Region Auvergne-Rhône-Alpes. Sie gehört zum Arrondissement Montbrison und zum Kanton Boën-sur-Lignon. Die Einwohner werden Salards (auch: Douguets) genannt.

## Geografie
Die Gemeinde Les Salles liegt an der Grenze zum Département Puy-de-Dôme, 38 Kilometer südwestlich von Roanne im Forez im Zentralmassiv. Nachbargemeinden von Les Salles sind Chausseterre und Saint-Romain-d’Urfé im Norden, Champoly im Osten, Vêtre-sur-Anzon im Südosten und Süden, Noirétable im Süden und Südwesten, Cervières im Südwesten und Westen, Chabreloche im Westen sowie Arconsat im Nordwesten. Durch die Gemeinde führt die Autoroute A89.

## Bevölkerungsentwicklung
| Jahr                       | 1962 | 1968 | 1975 | 1982 | 1990 | 1999 | 2006 | 2013 | 2022 |
| -------------------------- | ---- | ---- | ---- | ---- | ---- | ---- | ---- | ---- | ---- |
| Einwohner                  | 527  | 505  | 412  | 518  | 441  | 424  | 466  | 513  | 562  |
| Quellen: Cassini und INSEE |      |      |      |      |      |      |      |      |      |

## Sehenswürdigkeiten
- Menhire und ein Wackelstein
- Reste der Römerstraße von Lugdunum (Lyon) nach Augustonemetum (Clermont-Ferrand)

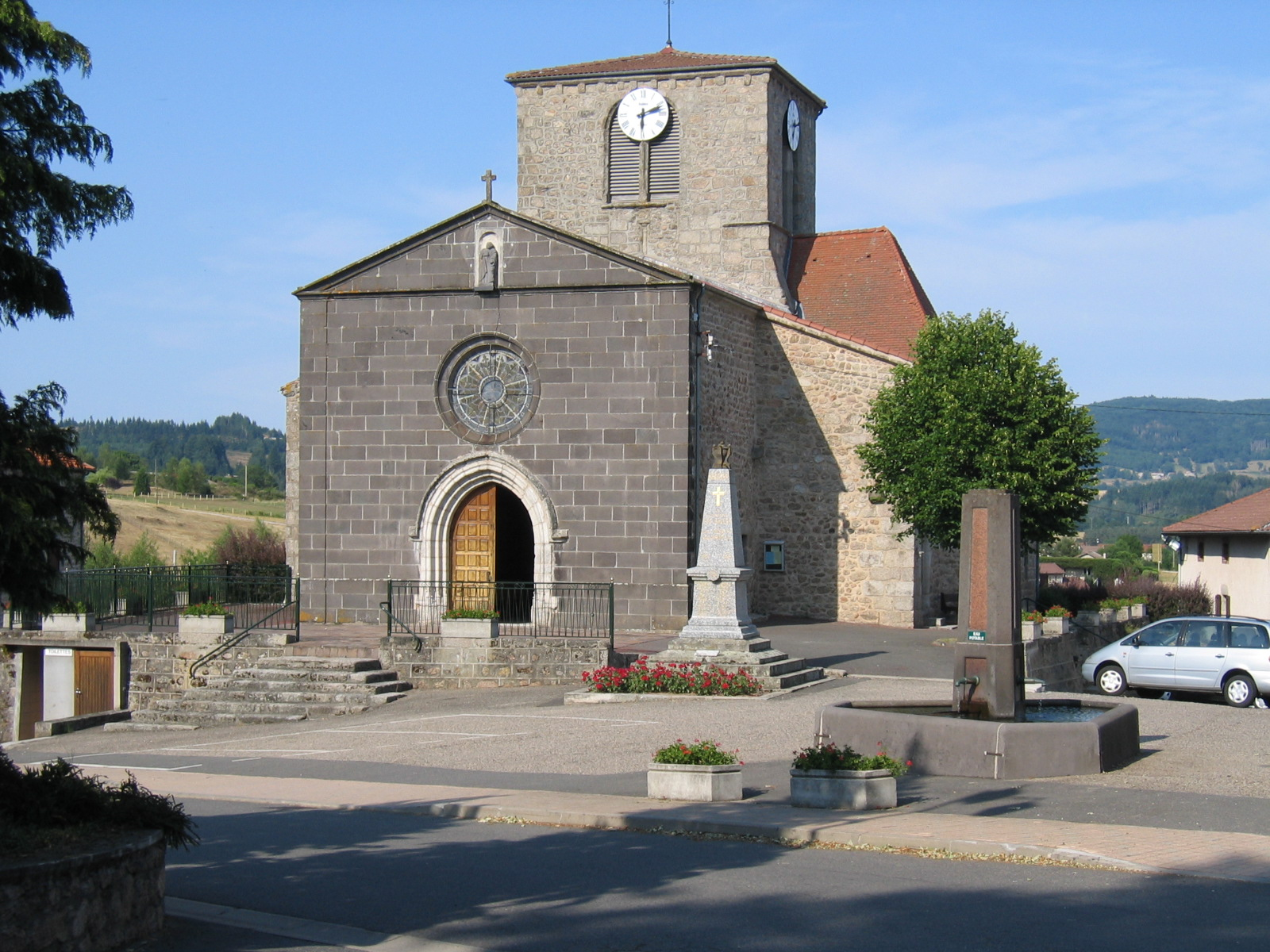
Kirche Saint-Pierre
- Kapelle Saint-Roch
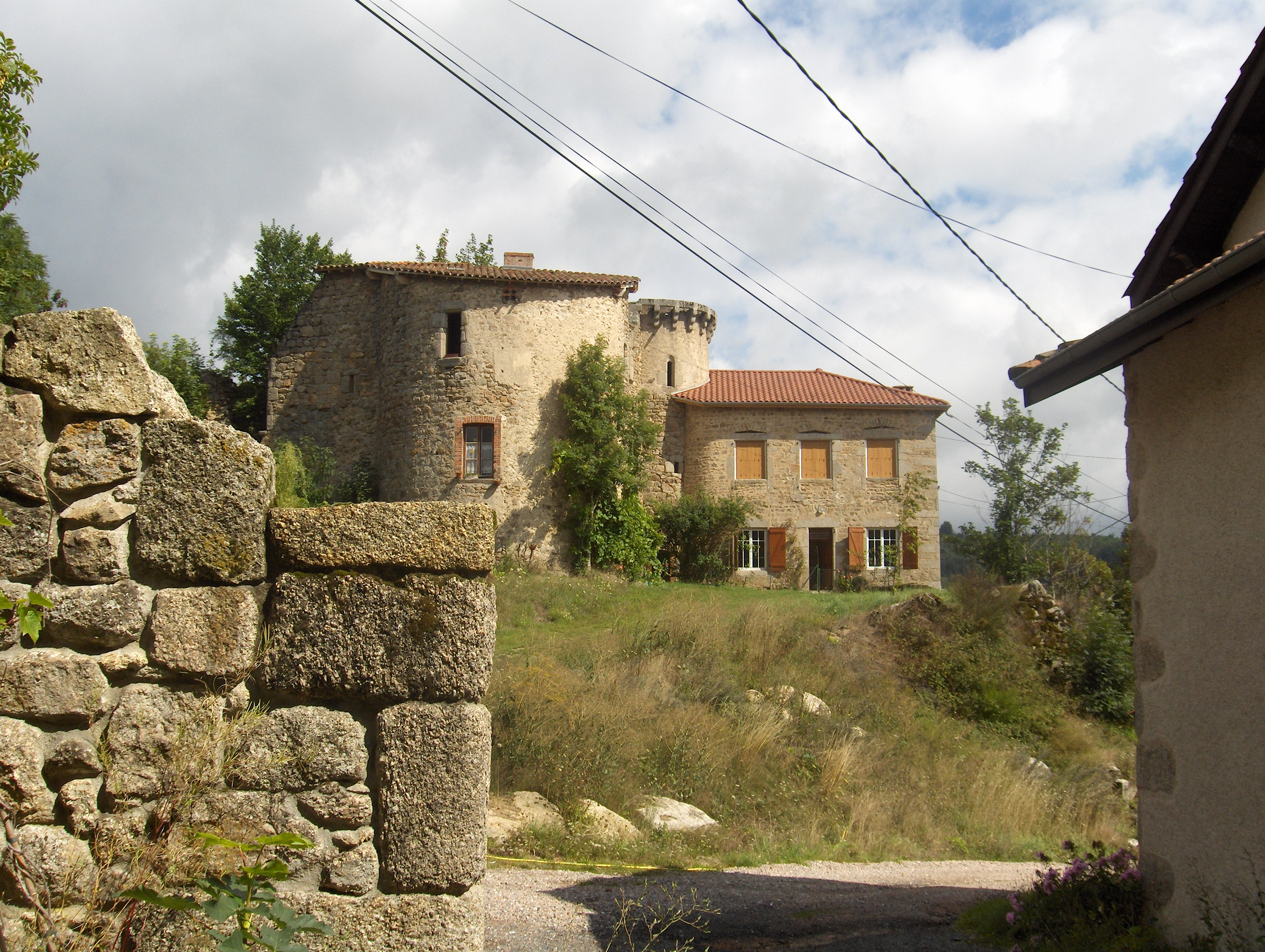
Schloss La Goutte

- Kirche Saint-Pierre
- Schloss La Goutte